# زيار (بالا لاريجان)
زیار (بالفارسية: زیار) هي قرية تقع في إيران في قسم بالا لاریجان الريفي. يقدر عدد سكانها بـ 62 نسمة بحسب إحصاء 2016.